# Mysia Wieża
Mysia Wieża – średniowieczna budowla, znajdująca się w Kruszwicy, na Półwyspie Rzępowskim jeziora Gopło, będąca jedyną pozostałością po kruszwickim zamku.

## Charakterystyka
Jest to budowla ceglana, ośmioboczna, o wysokości 32 metrów, W środku wieża jest okrągła, a dziury, które znajdują się na jej ścianie, nie są otworami okiennymi, ale śladami po rusztowaniu. Od 1895 roku jest atrakcją turystyczną Kruszwicy i zarazem miejscowym punktem widokowym. Z jej szczytu przy dobrej widoczności można dostrzec Inowrocław, Strzelno, czy Radziejów.

## Historia
Cały zamek, wraz z wieżą, został zbudowany przez króla Kazimierza Wielkiego około 1350 roku. Początkowo pełnił rolę warowni, strzegącej miasto przed Krzyżakami. Następnie, po upadku tegoż zakonu, budynek stał się siedzibą kruszwickiej kasztelanii i starostwa. 
W trakcie dwóch pierwszych lat potopu szwedzkiego zamek był okupowany przez najeźdźców, a następnie został zniszczony poprzez wysadzenie w 1657 roku. Wieża ocalała jako jedyny element zamku i przetrwała do dziś w niezmienionej formie.

## Legenda

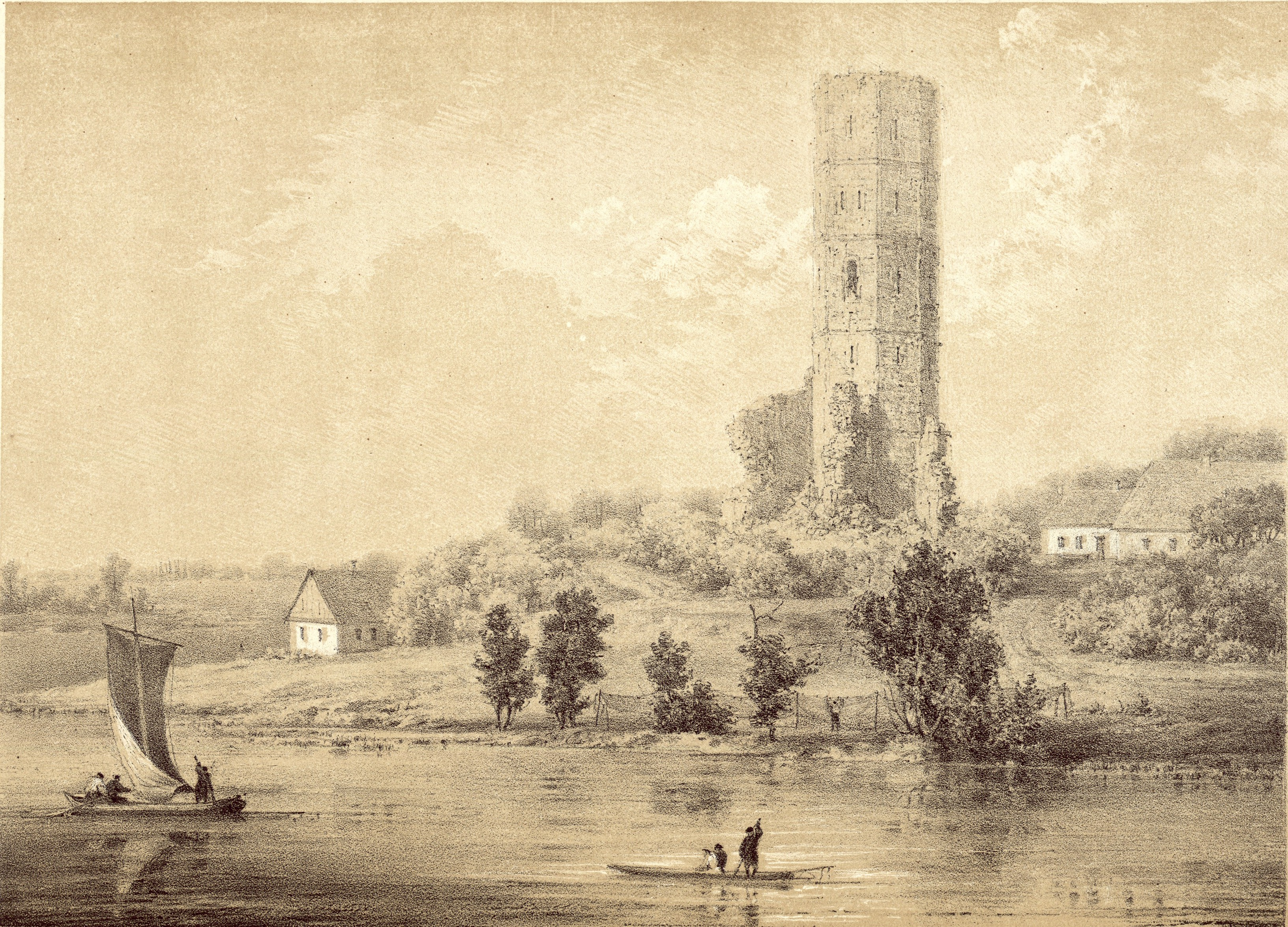
Mysia Wieża na litografii Napoleona Ordy (1880)

Istnieje kilka legend związanych z Mysią Wieżą. Nazwa nawiązuje do legendy o Popielu, legendarnym władcy Polski, wygnanym przez księcia Polan, Siemowita (przodka Mieszka I). Legenda ta jest przytoczona w Kronice polskiej Galla Anonima. Historia ta jednak miała się wydarzyć prawie czterysta lat przed wybudowaniem obecnej wieży, a lokalizuje ją w tym miejscu dopiero Kronika wielkopolska. 
Popularna teoria mówi, że powyższa legenda prawdopodobnie została przejęta ze źródeł zachodnioeuropejskich, gdyż podobne podanie o złym władcy, pożartym w wieży przez myszy, istnieje na terenie Niemiec i dotyczy Mysiej Wieży w mieście Bingen am Rhein. Jednak jak wykazał Jacek Banaszkiewicz, podana przez Galla Anonima legenda o pożarciu władcy przez myszy nie mogła zostać zapożyczona z Niemiec, gdyż pojawia się wcześniej, na etapie powstawania "mysich legend" i jest ona po prostu elementem praindoeuropejskiej spuścizny symbolicznej.

## Galeria

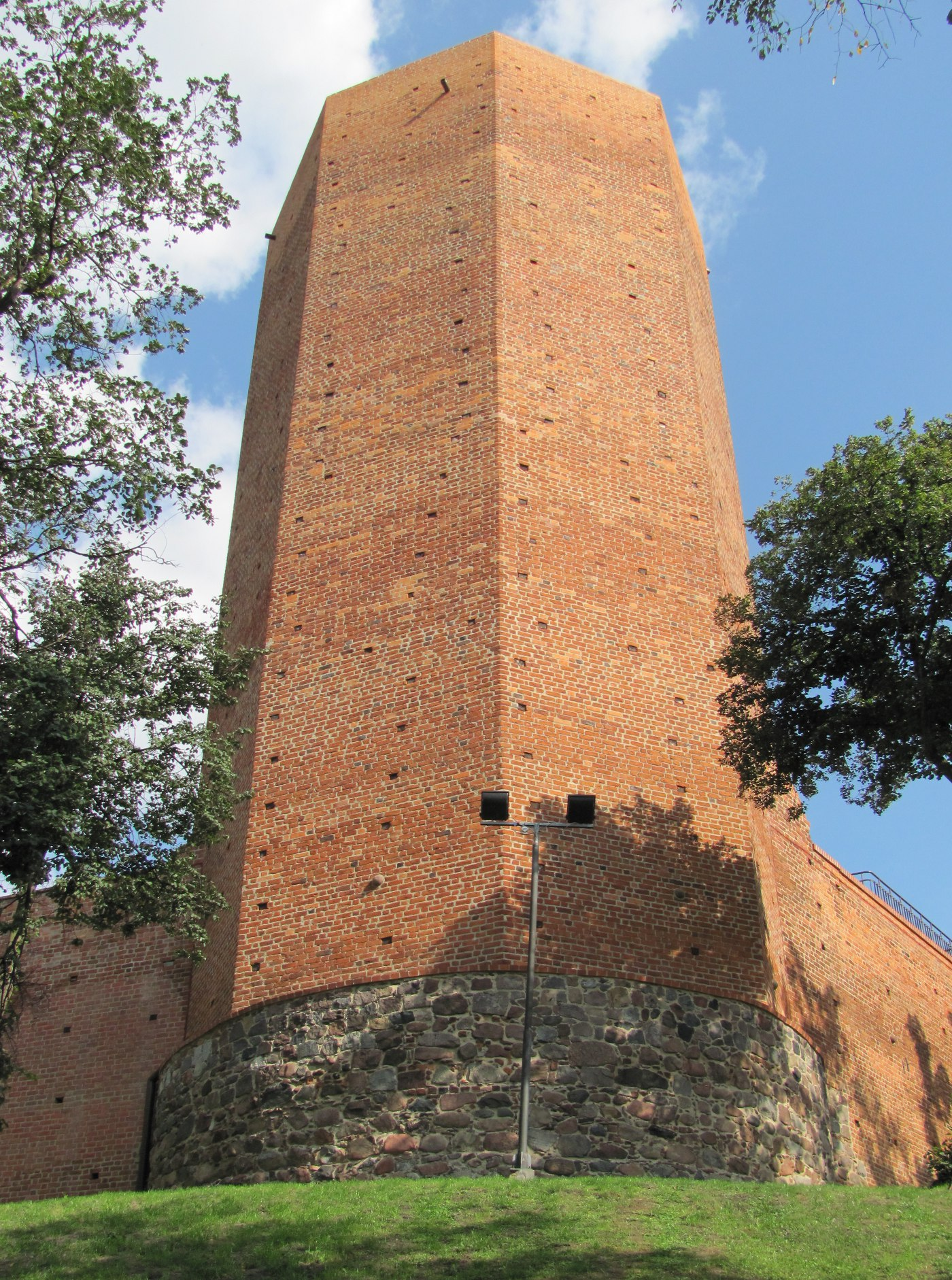
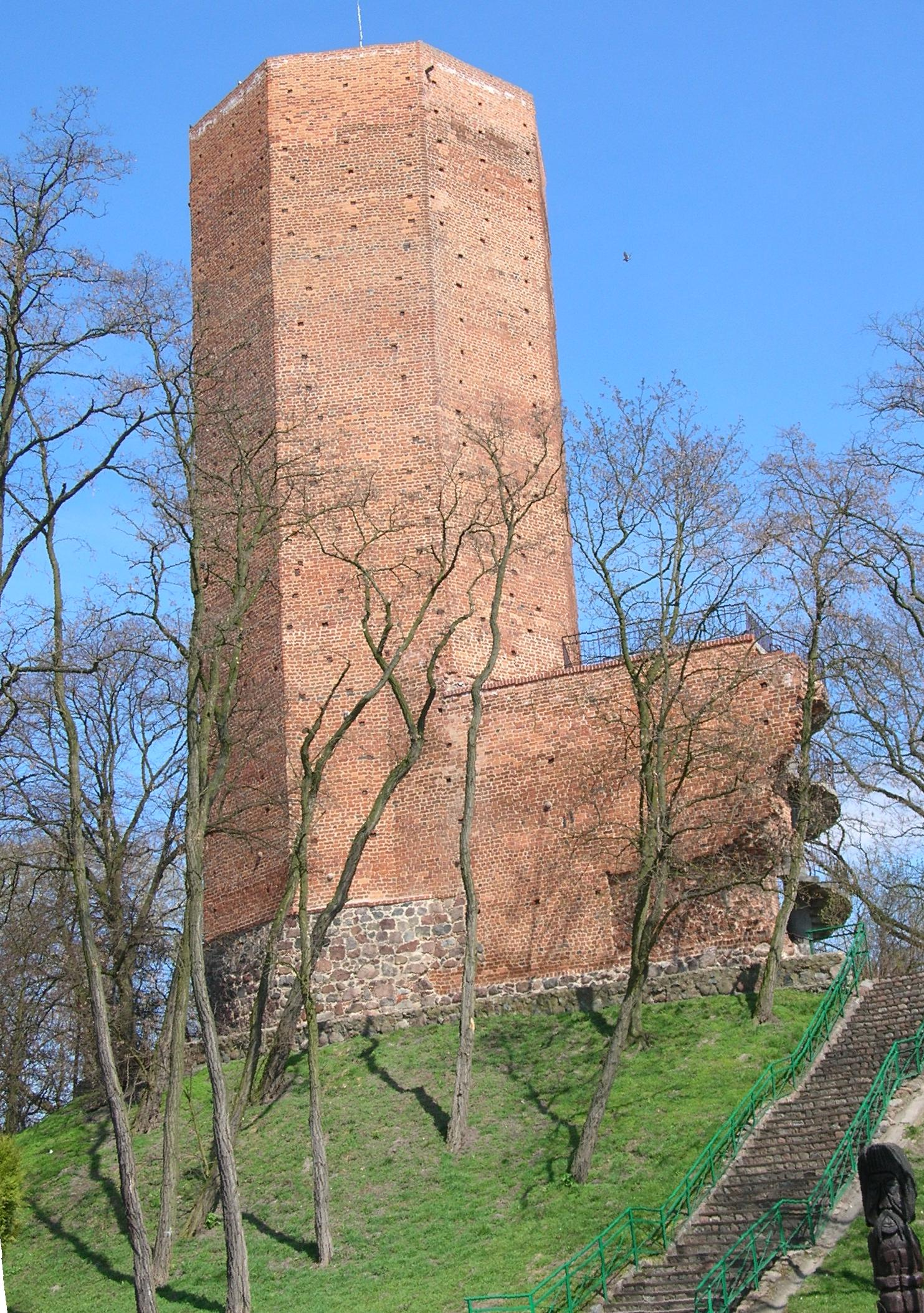
Widok w słoneczny dzień
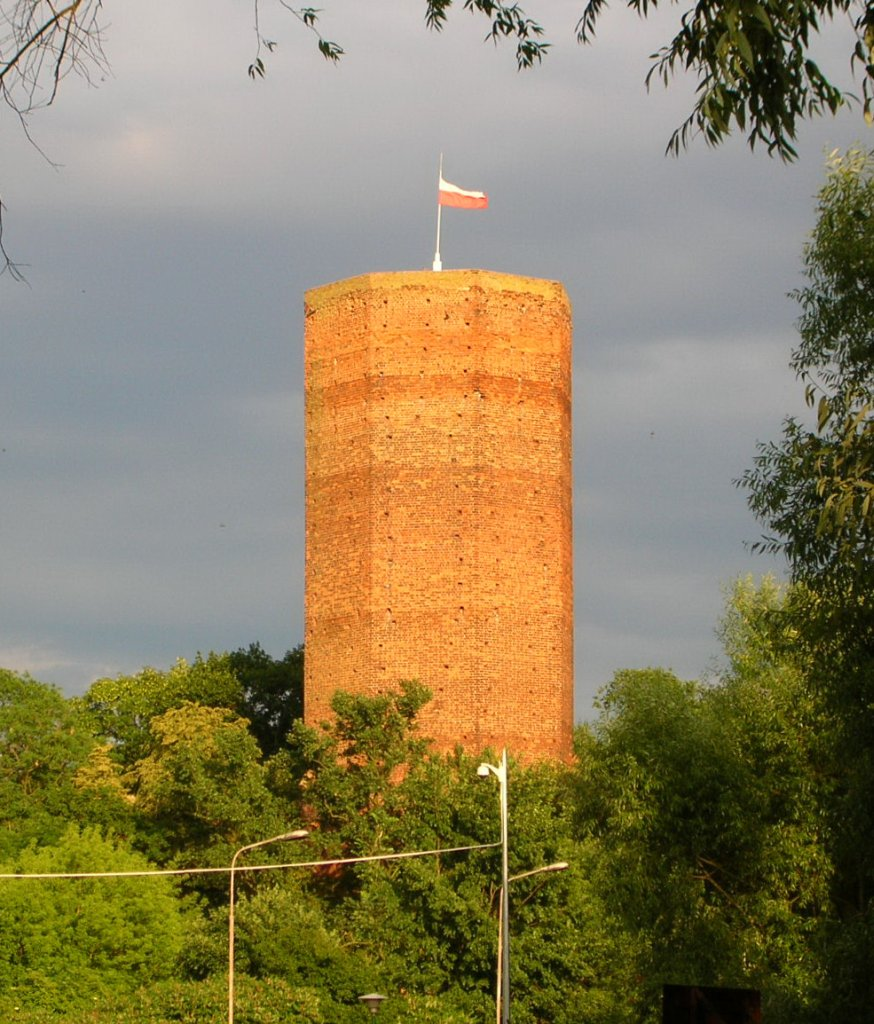
Widok o zachodzie Słońca
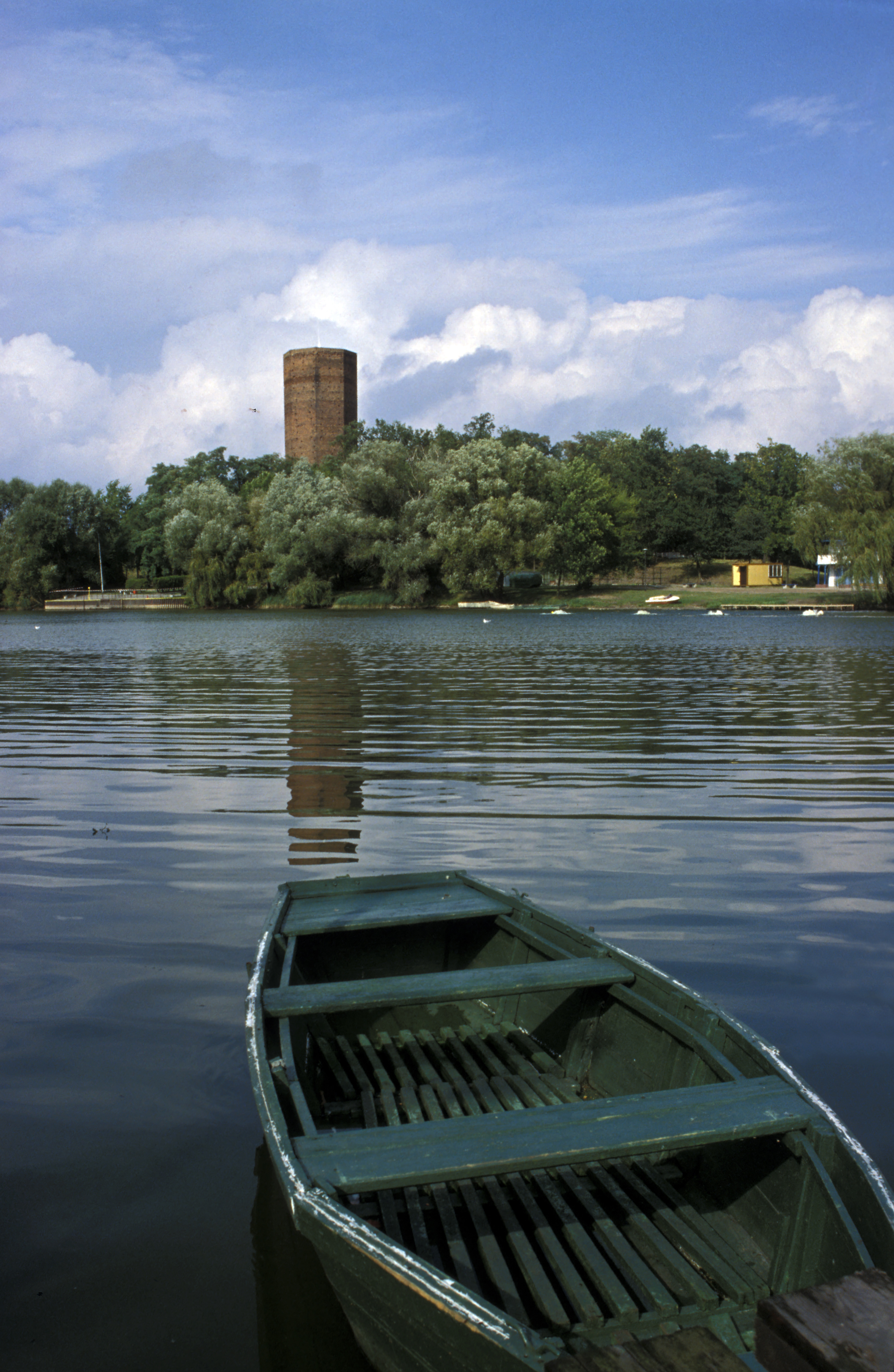
Widok z Gopła
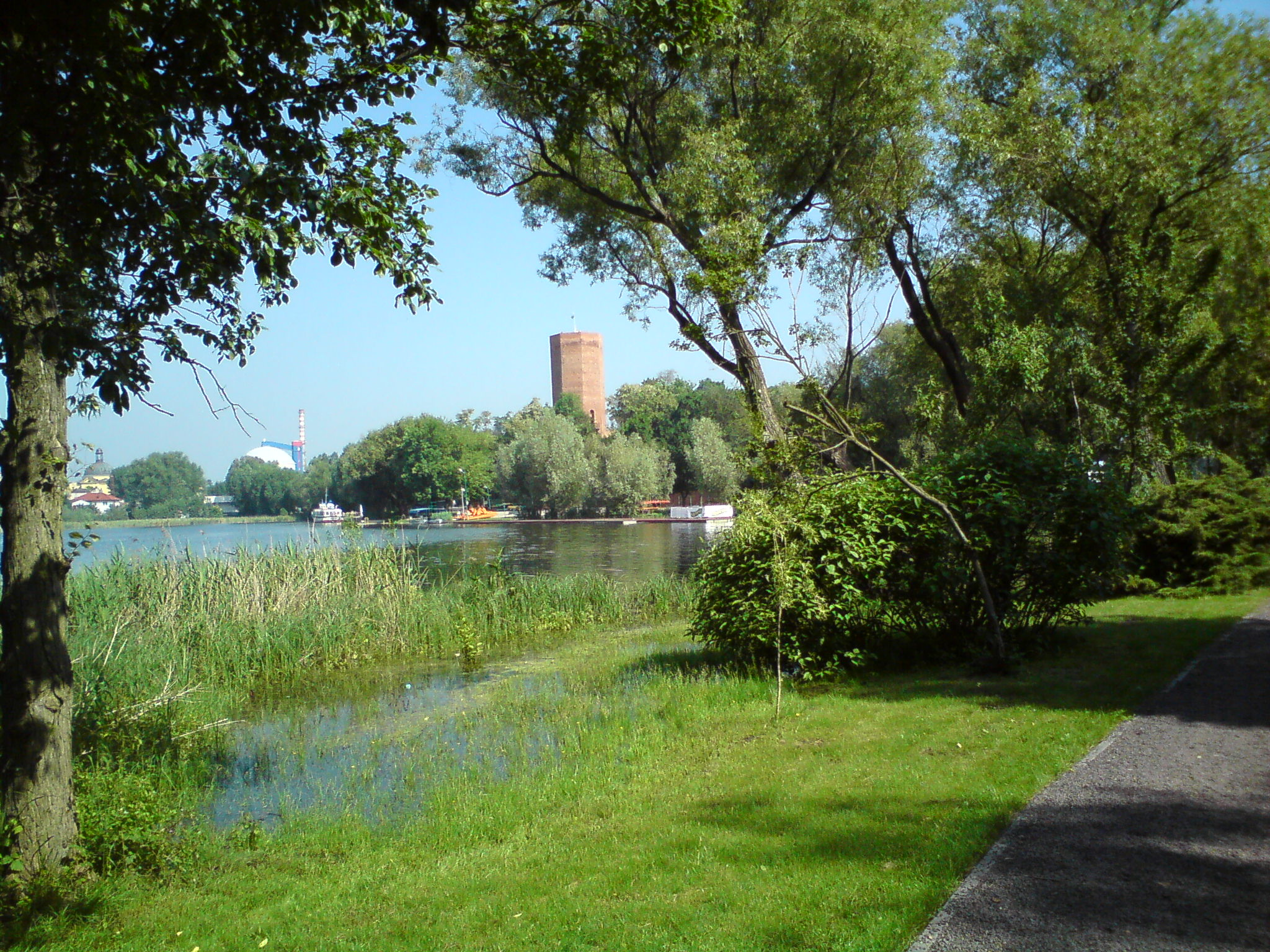
Widok z Półwyspu Rzępowskiego
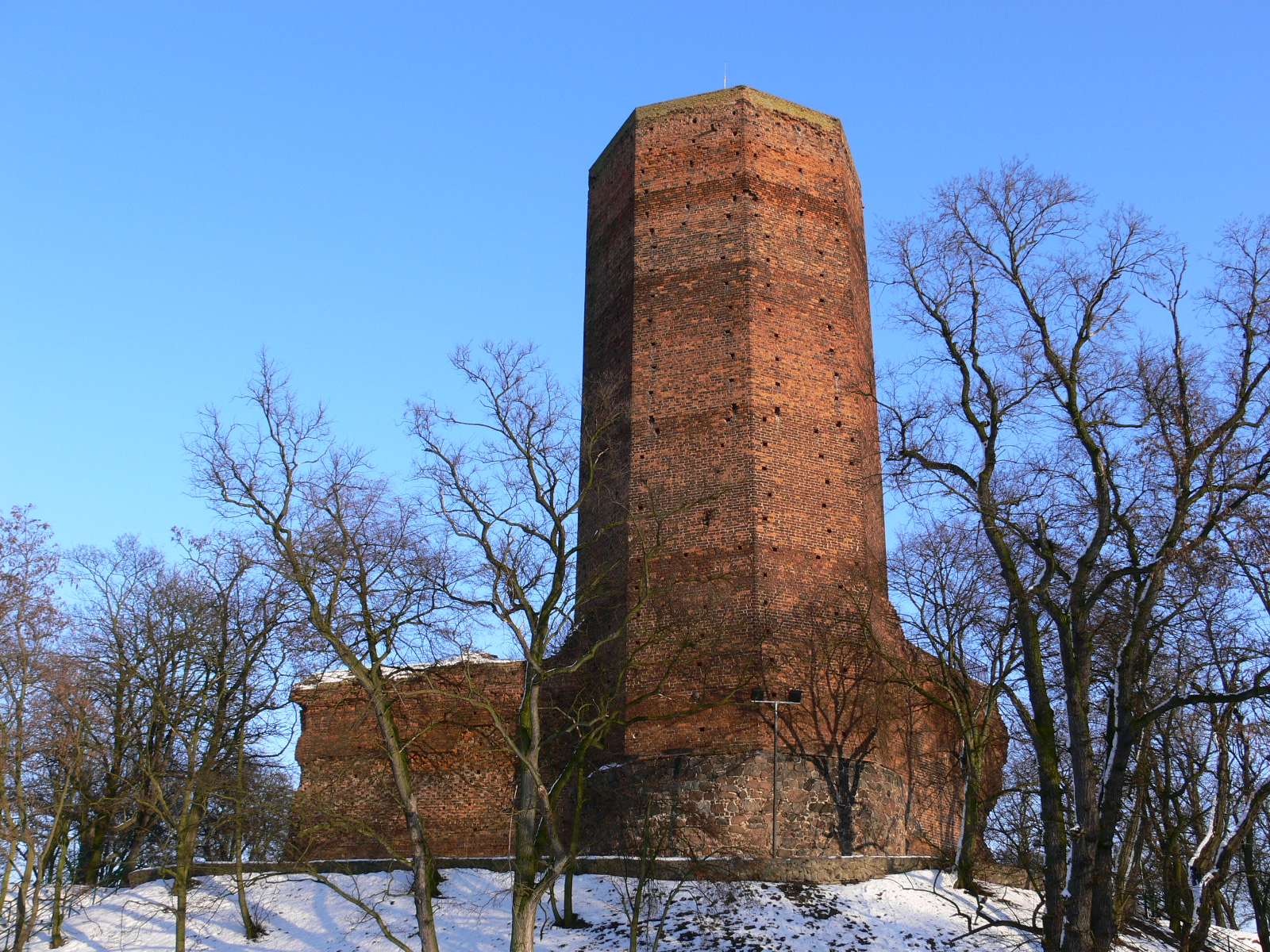
Widok zimą
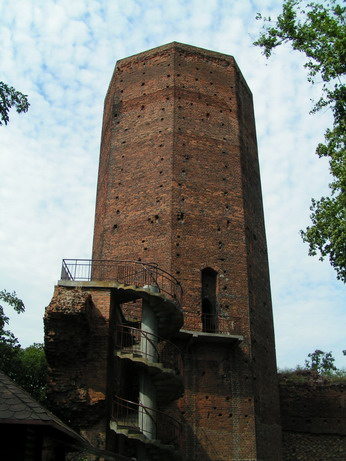
Widok latem